# Зидни окаш
Зидни окаш (лат. Lasiommata megera) лептир је из породице шаренаца (лат. Nymphalidae) и потпородице окаша (лат. Satyrinае).
Лако га је разликовати по интензивној наранџастој боји, поготово код женки. Често отворених крила сунча се на камењу или зидовима. Широко је распрострањен лептир који насељава камењаре, шумовите и травнате пределе широм Европе.

## Распрострањење
Зидни окаш насељава северну Африку, Европу, Кавказ, Малу Азију. Блиски исток, западни Сибир и Казахстан.

## Станиште
Станишта обухватају рубове шума и чистине, површине обрасле ниским растињем и грмљем у равницама и речним долинама и ретким шумама. Такође се налази у планинским стаништима до 0—3.000 метара изнад нивоа мора.

## Сезона лета
Биволтне су или триволтне врсте, а лете од раног априла до октобра у зависности од локалитета и надморске висине.

### Животни циклус
Стадијум у ком врста презимљава је гусеница, и то на половини развојног пута, међу влатима траве којима се иначе хране. Кроз све ступњеве су јасно зелене, латерална линија је бела и нешто шира, док се медиодорзум не истиче. Интегумент је густо прекривен кратким, униформним сетама. Након хибернације, настављају са исхраном и растом, и улуткавају се у пролећним месецима.

## Подврсте
- (Herrich-Schäffer, 1856)
- (Staudinger, 1901)

- Lasiommata megera megera  ♂